# Okres Feldbach
Feldbach byl okres v rakouské spolkové zemi Štýrsko. Měl rozlohu 727,26 km² a žilo tam 67 231 obyvatel (k 1. 4. 2009). Sídlem okresu bylo město Feldbach. Okres sousedil se štýrskými okresy Fürstenfeld, Weiz, Štýrský Hradec-okolí, Leibnitz a Radkersburg a s Maďarskem. Okres se dále členil na 55 obcí (z toho 2 města a 7 městysů).
K 1. lednu 2013 byl spojen s okresem Radkersburg a vznikl nový okres Jihovýchodní Štýrsko.